# Grandval (Zwitserland)
Grandval (Duits (verouderd): Granfelden) is een gemeente en plaats in het Zwitserse kanton Bern, en maakt deel uit van het district Jura bernois.
Grandval telt 362 inwoners.